# Mittelhandknochen

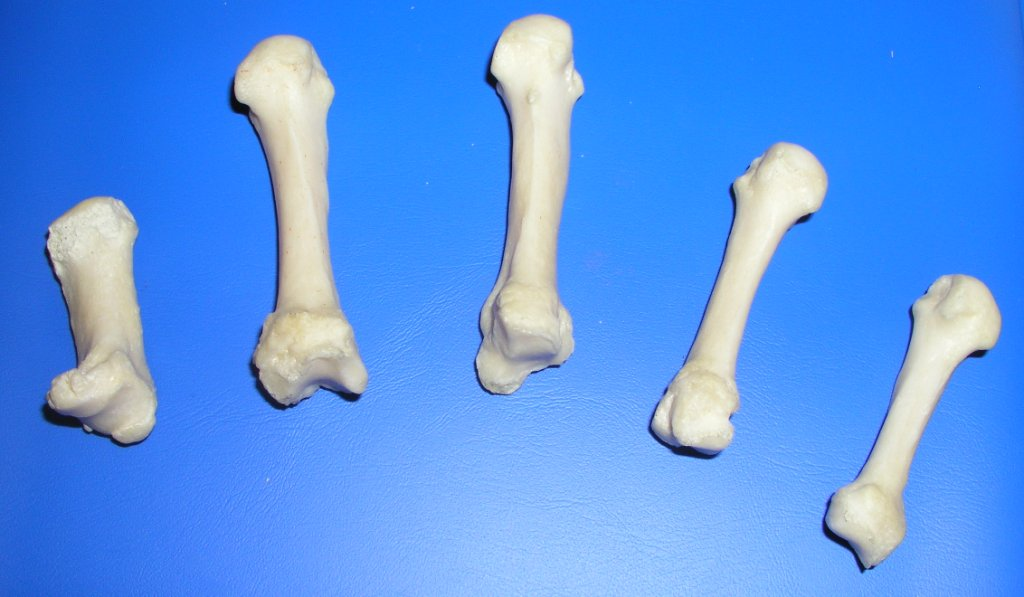
Mittelhandknochen der linken Hand des Menschen

Die Mittelhandknochen (Ossa metacarpi, MC) bilden die knöcherne Grundlage der Mittelhand zwischen Handwurzel und Fingern. Es handelt sich um Röhrenknochen, die in eine Basis (Basis metacarpi), einen Körper (Corpus metacarpi) und den Richtung Fingerknochen gelegenen Kopf (Caput metacarpi) untergliedert werden.
Durch den Aufbau der Mittelhand ist die Elastizität der Hand gewährleistet. Daneben ist der erste Mittelhandknochen maßgeblich an der Gegenüberstellung (Opposition) des Daumens gegenüber anderen Fingern beteiligt.

## Mittelhandknochen des Menschen

Handskelett des Menschen, Mittelhandknochen braun

Beim Menschen existieren insgesamt fünf Mittelhandknochen, die nahezu parallel angeordnet sind. Der zweite und dritte Mittelhandknochen sind am längsten, der erste ist am kürzesten. Die Zwischenräume zwischen den Mittelhandknochen (Spatia interossea metacarpi) sind von den Musculi interossei ausgefüllt. Die fünf Mittelhandknochen werden vom Körperstamm näher gelegen (medial) zum  Körperstamm ferner gelegen (lateral) durchnummeriert, wobei der leicht abgespreizte erste Mittelhandknochen den Daumen trägt:
- Os metacarpale primum (MC I) oder Os metacarpale pollicis („Mittelhandknochen des Daumens“)
- Os metacarpale secundum (MC II)
- Os metacarpale tertium (MC III)
- Os metacarpale quartum (MC IV)
- Os metacarpale quintum (MC V)

Die breite Basis der Mittelhandknochen hat eine kubische Grundform. Ihre nach innen gewölbten (konkaven) hyalinen Knorpelflächen stehen mit der distalen Reihe der Handwurzelknochen (Ossa carpi) der Handwurzel (Carpus) in Verbindung und bilden in ihrer Gesamtheit die Karpometakarpalgelenke, von denen das erste als Daumensattelgelenk bezeichnet wird. Die Basis des dritten Mittelhandknochens trägt einen Griffelfortsatz (Processus styloideus), an dem der Musculus extensor carpi radialis brevis ansetzt.
Der Schaft besitzt einen dreieckigen Querschnitt. In der anatomischen Grundposition – auch anatomische Nullstellung genannt (Handflächen nach vorne) – zeigt die Spitze des Dreieckes nach vorne, die Basis zum Handrücken. Diese Seite ist im distalen Abschnitt der Mittelhandknochen eine nahezu plane Knochenfläche, über welche die Sehnen der Strecker laufen. Die beiden anderen Seiten, d. h. die mediale und laterale Seite der Mittelhandknochen, sind nach innen gewölbt. Hier setzen die Musculi interossei an. Vorne stoßen sie in einem Knochengrat zusammen.
Der Kopf der Mittelhandknochen besitzt eine nach außen gewölbte (konvexe) Knorpelfläche, deren Ausdehnung in vorderer-hinterer (anterio-posteriorer) Richtung größer ist als in horizontaler (transversaler) Richtung. Diese Knorpelflächen bilden den Gelenkkopf der Fingergrundgelenke. Zu beiden Seiten des Köpfchens finden sich kleine Höckerchen (Tubercula). Von hier nehmen die fünf Fingerstrahlen der Hand ihren Ausgang. Die Mittelhand ist durch Bänder straff geführt und stabilisiert, in seitlicher Richtung sind an den Höckerchen jeweils die Seitenbänder (Kollateralbänder) der Fingergrundgelenke befestigt. Der Kopf des ersten Mittelhandknochens trägt handflächenseitig zwei kleine Gelenkfacetten, die zur Verbindung mit den Sesambeinen des Musculus abductor pollicis brevis beziehungsweise Musculus flexor pollicis brevis dienen.

## Vergleichende Anatomie

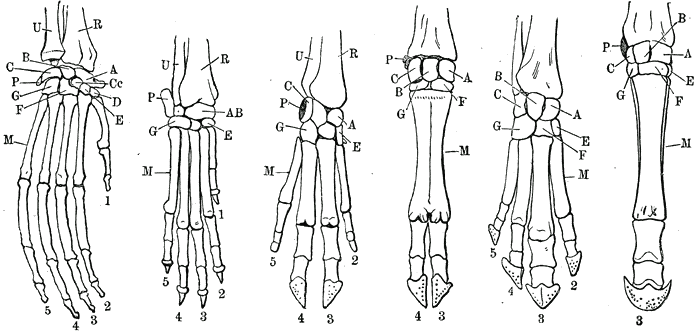
Vergleichend-anatomische Darstellung des Handskeletts

Bei den Lauftieren kommt es mit der Reduzierung der Vorderzehenanzahl auch zu Rückbildungen und/oder Verschmelzungen der Knochen im Mittelhandbereich. So ist bei Pferden nur noch ein kräftiger Mittelhandknochen (MC III, „Röhrbein“) ausgebildet, der auf beiden Seiten von je einem dünnen Mittelhandknochen (MC II und IV, „Griffelbeine“) flankiert wird. 
Vögel haben nur einen Mittelhandknochen, der mit der unteren Reihe der Handwurzelknochen verwachsen ist und als Carpometacarpus bezeichnet wird (→ Vogelskelett).